# Districtul Botha-Buthe
Districtul Botha-Bothe este una dintre cele 10 unități administrativ-teritoriale de gradul I  ale statului Lesotho. Reședința sa este localitatea  Botha-Bothe.